# Abigél Joó
Abigél Joó (Budapest, 6 agosto 1990) è una judoka ungherese.
Ha partecipato ai Giochi di Londra 2012 e di Rio de Janeiro 2016, gareggiando nella categoria dei 78 kg.
Nel suo curriculum anche 1 oro alle Universiadi del 2013.